# Jovem Pan
Jovem Pan (também chamada de Rede Jovem Pan) é uma rede de rádio e TV comercial brasileira com programação voltada ao jornalismo, entretenimento e transmissões esportivas, controlada pelo Grupo Jovem Pan. A rede é formada pelas rádios Jovem Pan FM e Jovem Pan News, pela TV Jovem Pan News e o serviço de streaming Panflix.

## Histórico
Em 1993, a Jovem Pan deu início ao projeto de rede nacional, chamado de "Jovem Pan SAT", que começou a ser implantado em 1994. A Jovem Pan SAT foi uma das primeiras redes de rádio com sinal de áudio totalmente digital, transmitindo via satélite para várias regiões do país.
Em junho de 2017, a rede Jovem Pan possuía ao todo cerca de 100 emissoras próprias e afiliadas, espalhadas por diversas localidades do território brasileiro. A programação da rádio se divide em duas redes: Jovem Pan FM, que possui uma programação musical voltada ao público jovem e a Jovem Pan News, que transmite noticiários e programas jornalísticos durante sua programação, além de transmitir programas e eventos esportivos.
Em 2021 o Grupo Jovem Pan inicia negociação para compra da Loading, canal 32, tendo como interesse lançar um canal de notícias ao moldes da CNN Brasil na TV aberta, contudo o canal pode não chegar a ser lançado, pois o TRF-3 (Tribunal Regional Federal da 3ª Região) considera que o Grupo Abril, antigo dono, não poderia vender um sintonia pública para o Grupo Spring – dono da Loading - que agora quer repassar a frequência para a Jovem Pan, uma decisão adiada pelo tribunal superior.

## Programas
Os programas que são transmitidos pela rádio Jovem Pan são formados principalmente por programas jornalísticos, que a emissora tem como marca registrada desde a década de 1970, onde passou a investir no formato do jornalismo popular. O Jornal da Manhã é um dos carros-chefes da programação da emissora, sendo considerado uma das redações jornalísticas mais tradicionais do rádio.
A emissora possui em sua grade de programação transmissões de jornadas esportivas, das quais transmite as partidas dos principais campeonatos de futebol do país.

## Aplicativos
A Jovem Pan mantém três aplicativos: "Rádio Jovem Pan", com transmissão ao vivo e o conteúdo produzido pela emissora, o "Opina Pan", no qual a rádio faz pesquisas com seus ouvintes, que interagem com os programas da emissora em tempo real  e o "Panflix, o aplicativo gratuito com as íntegras dos programas e vídeos exclusivos, gravados nos estúdios do Panflix. O aplicativo "Rádio Jovem Pan" é compatível com os sistemas operacionais Android, iOS e Windows Phone. Já o aplicativo "Opina Pan" é compatível apenas com as plataformas Android e iOS. O Panflix é compartivel com Android, iOS e algumas Smart TVs. Os primeiros aplicativos da Jovem Pan, inicialmente para iPhones, foram lançados em 2009. Já o Panflix foi lançado em 2020.